# Cantharis paradoxa
Cantharis paradoxa – gatunek chrząszcza z rodziny omomiłkowatych i podrodziny Cantharinae.
Gatunek ten opisany został po raz pierwszy w 1960 roku przez Richarda Hickera.
Chrząszcz o wydłużonym ciele długości od 8 do 15 mm. Głowę ma czarną z żółtymi do rudożółtych narządami gębowymi i policzkami, w związku z czym czerń osiąga pośrodku jej przednią krawędź. Czułki cechują się członem drugim znacznie dłuższym niż szerokim, długością dorównującym ¾ członu trzeciego. U obu płci człony drugi i trzeci są niepogrubione. Przedplecze jest szersze niż dłuższe, o wypukłej krawędzi przedniej, zaokrąglonych kątach przednich, zaokrąglonych brzegach bocznych i niewystających kątach tylnych. Ubarwienie ma czarne z żółtymi do czerwonawożółtych brzegami bocznymi; barwa czarna zawsze dochodzi do brzegów przedniego i tylnego. Pokrywy są całkiem czarne, porośnięte jednorodnym owłosieniem. Genitalia samca odznaczają się edeagusem o tarczce grzbietowej wciętej pośrodku krawędzi wierzchołkowej oraz niewykraczających poza tarczkę paramerach.
Gatunek palearktyczny, znany z Belgii, Holandii, Niemiec, Austrii, Włoch, Czech, Słowacji, Węgier, Ukrainy, Bośni i Hercegowiny, Serbii, Czarnogóry, Albanii, Bułgarii i Grecji. Występowanie w Polsce nie jest pewne – w XIX wieku pojedyncze osobniki odłowiono w Beskidach Wschodnich i Tatrach. 